# Thanksgiving (South Park)
Pour les articles homonymes, voir Thanksgiving.
Thanksgiving (Helen Keller! The Musical en version originale) est le treizième épisode de la quatrième saison de la série animée South Park, ainsi que le 61e épisode de l'émission.

## Synopsis
C'est l'heure du spectacle de Thanksgiving à l'école de South Park.
Butters raconte que le spectacle des maternelles sera largement meilleur que celui des CM1. Cartman, metteur en scène de la pièce, décide donc de faire un gros coup pour que La vie d'Helen Keller soit inoubliable, il intègrera des effets spéciaux ou encore des chansons qui changeront la simple pièce de théâtre en comédie musicale extravagante.
La scène finale de la pièce devant être le saut d'une dinde dans un anneau enflammé, Timmy choisit pour le rôle une dinde maigre à la tête penchée, qu'il nommera Gobbles. Mais ce n'est pas du goût de Cartman qui décide de prendre une dinde de concours ; ceci engendrera une lutte pour savoir laquelle des deux volailles jouera la scène finale de la pièce.

## Mort deKenny
Il est tué lors d'une répétition, écrasé par un projecteur que Cartman avait destiné à Gobbles.